# Ecomuseo degli Iblei
L'Ecomuseo degli Iblei, già noto come Sistema Rete Museale Iblei, è una rete di musei della Sicilia sud-orientale nell'area dei Monti Iblei.

## Storia

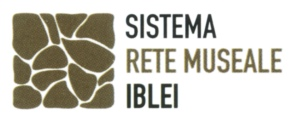
Logo del Sistema Rete Museale IBLEI

Nell'ambito del PIST n.12 Thapsos Megara – HyblonTukles coordinato dall'Agenzia di Sviluppo degli Iblei GAL Val d'Anapo, l'int. n. 3 riguardava il completamento dei mezzi di comunicazione, promozione e dei servizi didattici e tecnologici di una rete di musei: "La Rete museale ed i servizi di trasporto". Tale progetto ha permesso il restauro di immobili di pregio storico e l'istituzione di musei, che si sono associati nel Sistema Rete Museale Iblei, il quale gestisce la SAM - Scuola antichi mestieri (Legge Reg. 08/2018), con sede nei musei di Canicattini, Floridia e Sortino. Inoltre tale Rete Museale, con l'istituzione della Legge reg.le n. 16/ 2014 "Istituzione degli Ecomusei della Sicilia", viene riconosciuto come Ecomuseo degli Iblei, fra i primi 11 ecomusei della Sicilia con D.D.G. n.04/Gab del 06/02/2020 dal Presidente della Regione Siciliana.
Il Sistema Rete Museale Iblei promuove e valorizza la cultura popolare della Sicilia sud-orientale. In particolare si propone di rafforzare la rete di collaborazioni e di interscambio di esperienze per diversificare l'offerta museale e permettere una più completa fruizione del patrimonio culturale del territorio ibleo.

### Ecomuseo degli Iblei
L'Ecomuseo degli Iblei, con l'attuazione della legge regionale 16/2014, viene riconosciuto tale insieme ad altri dieci Ecomusei per arricchire l'offerta culturale della Regione Sicilia, rafforzando la rete degli attrattori turistici e coinvolgendo i territori e le comunità locali. Le attività svolte dal Sistema Rete Museale “IBLEI” sono di carattere culturale per il territorio in termini di acquisizione di dati, catalogazione e ricerca sugli antichi mestieri; di carattere economico per il ripristino delle antiche botteghe artigianali. Ha come obiettivo la crescita del territorio con la partecipazione attiva dei centri coinvolti dall'ecomuseo per rafforzare il senso di identità e appartenenza.
Gli itinerari turistici dell'Ecomuseo degli Iblei sono proposti per porre in sistema i siti d'interesse archeologico, storico, artistico e naturalistico che vanno dall'entroterra siracusano alla costa, da Portopalo di capo Passero, Vendicari e Noto, a Canicattini Bagni, Floridia, Sortino, Solarino, Pantalica, Ferla, Cassaro, Buccheri. Sede legale a Canicattini Bagni, sede Operativa a Floridia.L'associazione Sistema Rete Museale Iblei è stata costituita nel novembre 2106 fra significativi musei etnografici della provincia di Siracusa, con il sostegno dei Comuni di Canicattini Bagni, Floridia e Sortino, la Soprintendenza ai Beni Culturali di Siracusa, l'Agenzia di sviluppo degli Iblei – Gal Val d'Anapo.

## Musei
Fanno parte di tale Sistema i seguenti musei:
- Museo Etnoantropologico (Buccheri)
- Museo del Tessuto, dell'Emigrante e della Medicina popolare - TEMPO (Canicattini Bagni)
- Museo Visivo e Documentaristico dell'Altopiano Ibleo Siracusano (Cassaro)
- Museo parrocchiale "Casa della Memoria" (Ferla)
- Museo etnografico "N. Bruno" (Floridia)
- Parco dell'anima (Noto)
- Laboratorio Etnologico (Solarino)
- Antiquarium del medioevo sortinese (Sortino)
- Casa dell'apicoltura –  "A casa do fascitraru" (Sortino)
- Museo dell'Opera dei pupi (Sortino)
- Museo del carretto siciliano "Rio"(Sortino)

### Museo Etnoantropologico (Buccheri)

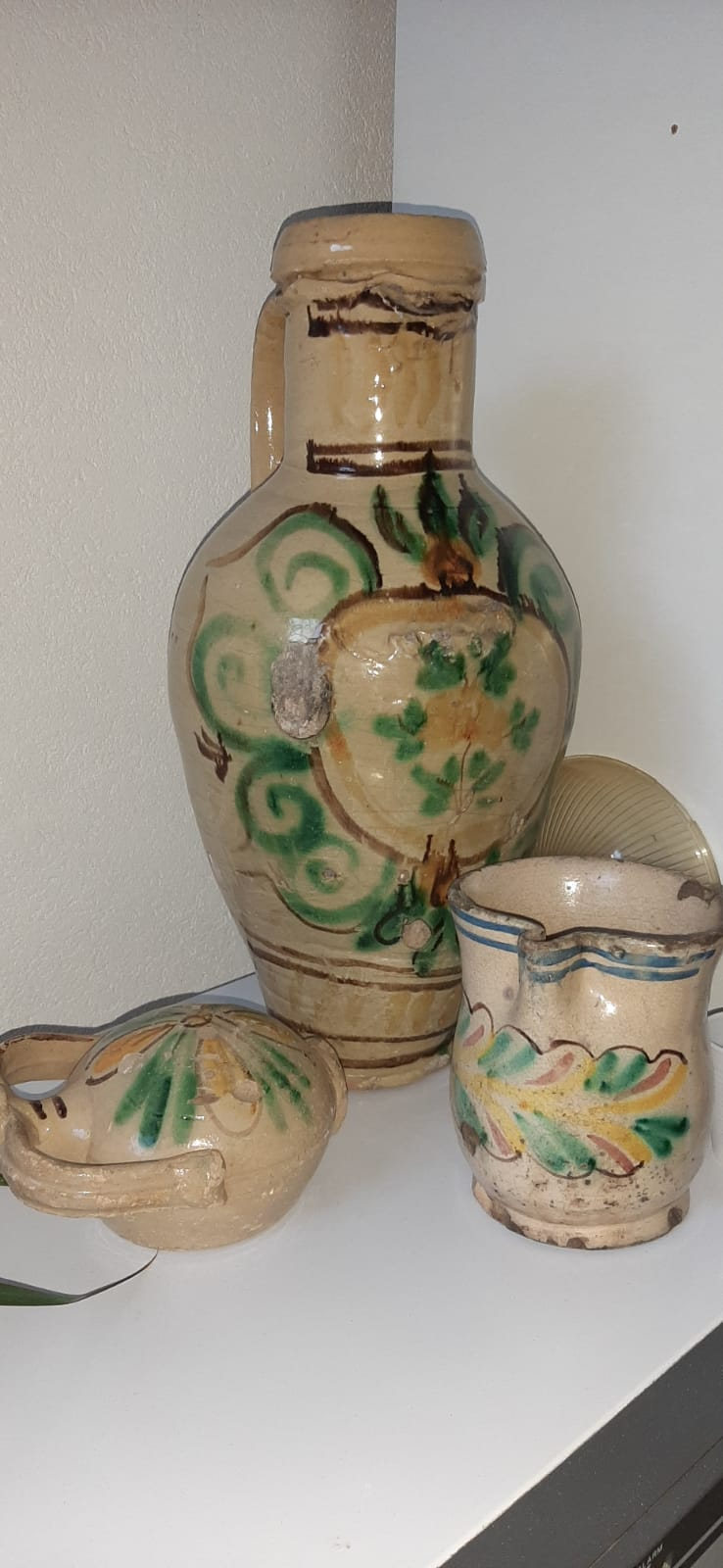
Ceramica del XIX secolo, Museo antropologico di Buccheri

Il museo espone antiche maioliche di Caltagirone, tra cui formine per la marmellata, piatti, quartare, brocche e giare e una collezione di santini antichi, statuine, un crocifisso del Seicento in cartapecora e quadri della religiosità popolare. Fulcro della collezione è un carretto siciliano della fine dell'Ottocento, realizzato dall'artigiano rosolinese Vincenzo Ignaccolo; vi sono inoltre numerosi attrezzi della civiltà contadina come arnesi da falegname con banchi, un tornio in legno a pedali, pialle, seghe, scalpelli ed antichi oggetti di uso quotidiano. Si possono ammirare telai per la tessitura databili tra il Settecento e l'Ottocento, con tutti gli strumenti per l'orditura e la cardatura della lana e i relativi manufatti che testimoniano l'operosità delle donne iblee.
Il Museo si trova a Buccheri, comune ibleo che sorge sulle pendici del Monte Lauro, su un antico cratere spento ricco di aree boschive. Il centro abitato, di origine medioevale, danneggiato dal terremoto del 1693, fu ricostruito in una breve e aperta vallata alle sorgenti del fiume San Leonardo. La città attuale presenta un aspetto medioevale, ricco di vicoli di matrice islamica, oltre che edifici di stile barocco come per esempio la fontana “Dei quattro canali” che accoglie il visitatore con quattro mascheroni scolpiti. Di particolare rilevanza è la chiesa settecentesca di Santa Maria Maddalena, al cui interno si può apprezzare lo stile di Antonello Gagini nella statua della Maddalena, la città è ricca anche di chiese decorate con stucchi dei Gianforma e custodisce innumerevoli opere del tardo barocco nella Chiesa di Sant'Antonio Abate dove sono esposte due tele del Borremans.

### Museo Civico TEMPO (Canicattini Bagni)

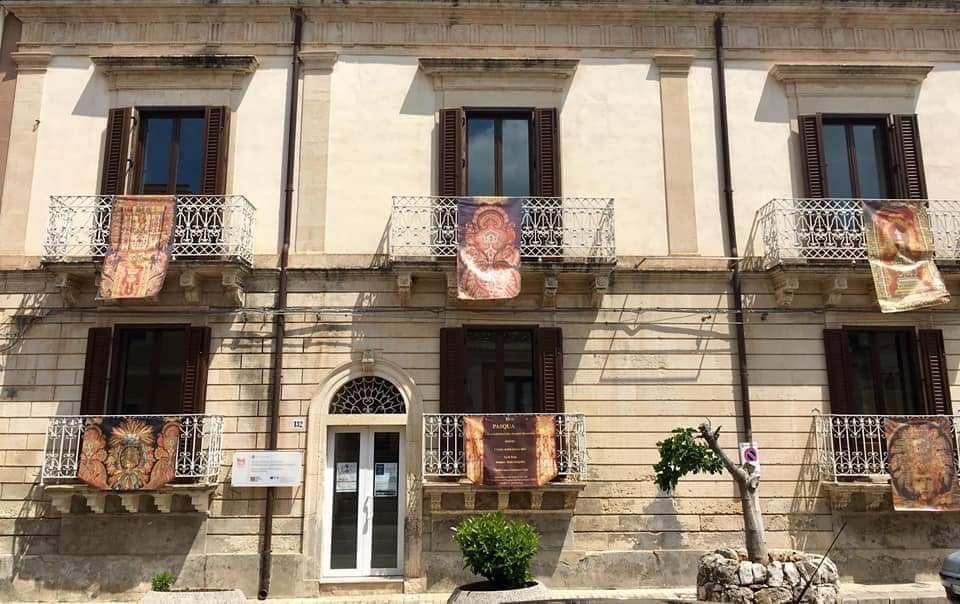
Palazzo Cassarino, sede del Museo TEMPO

La sezione del Museo dedicata alla Tessitura propone la visita di ambienti nei quale sono esposti tessuti di vario genere, dal più umile al più prezioso, frutto dell'operosità femminile che ha saputo realizzare, nel passato, tesori da conservare gelosamente. Nel museo sono esposti molti manufatti tra cui a cutra e a frazzata, coperte realizzate al telaio con filati di cotone bianco  o colorato al naturale. Una sezione che merita un particolare percorso espositivo è quella dedicata alla tintura dei filati con la presentazione della piante tintorie che aprono una parentesi interessante sull'aspetto naturalistico del Comune di Canicattini Bagni.
La sezione del Museo dedicata all'Emigrazione si pone come centro di ricerca storica del fenomeno migratori e scambio interculturale con i Paesi dell'area mediterranea in un periodo in cui il fenomeno dell'emigrazione fa della nostra isola terra di approdo di popoli con diversa cultura: da terra di emigrazione a luogo di immigrati.
Per la Medicina Popolare il Museo propone un percorso di carattere etnoantropologico. È un unicum in quanto propone le ricette e rimedi degli aromatieri e degli speziali che anticamente curavano le malattie utilizzando i principi attivi delle piante officinali degli Iblei.
Canicattini Bagni sorge sulle estreme propaggini dei monti Iblei a 362 m. sul livello del mare. Il suolo, collinoso dalla parte di mezzogiorno, scende dolcemente verso tramontana fino alla cava di Alfano dove un ponte di pietra, costruito nel 1796, congiunge il territorio di Canicattini all'ex feudo S. Alfano. Canicattini ospita il Museo del Tessuto, dell'Emigrazione e della Medicina Popolare e accoglier‡ il visitatore con addobbi floreali scolpiti nella pietra calcarea tipica dei Monti Iblei su cui sorge e che ricalcano lo stile Liberty, ricco di elementi tipici delle grandi cittadine europee. Con visite guidate, si avrà modo di percorrere sentieri naturalistici in siti di rilevanza internazionale come i siti archeologici di Cugno Case Vecchie e Santolio, il sentiero di Bosco Cardinale, mentre nella parte sud del paese il Sentiero Natura che si snoda da Canicattini a Cavagrande del Cassibile. Si avrà modo di osservare un paesaggio che conserva un sapere secolare e rende testimonianza del legame tra la cultura contadina e la storia del territorio.

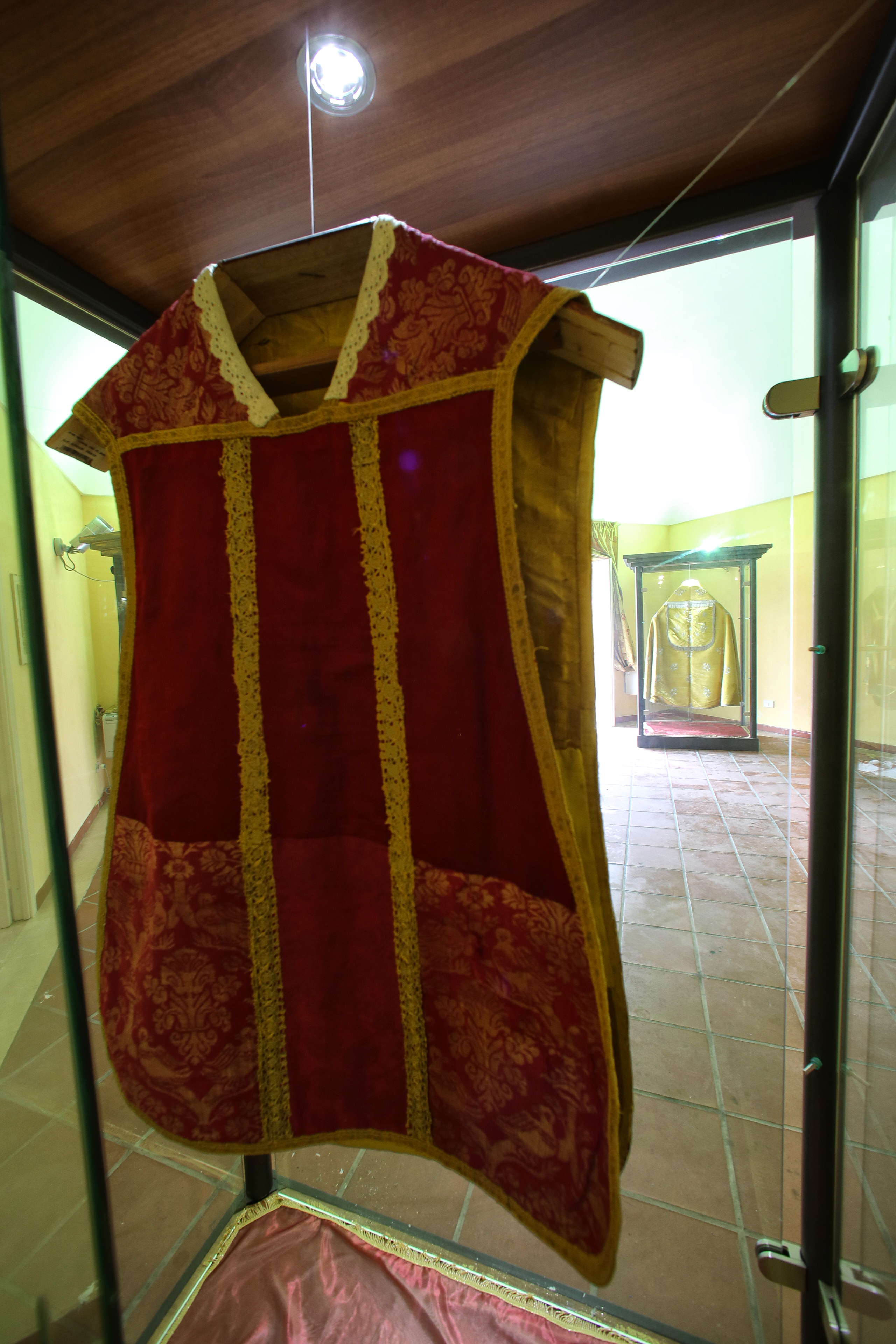
Sala Paramenti Sacri. Museo Visivo e Documentaristico dell'Altopiano ibleo. Cassaro

### Museo Visivo e Documentaristico dell'Altopiano Ibleo Siracusano (Cassaro)
Il “Museo Visivo e Documentaristico dell'Altopiano Ibleo Siracusano” ha sede nel settecentesco Palazzo Garfì. Si compone di due aree tematiche: storico-artistica e agropastorale. Le sale espositive presentano paramenti e oggetti sacri delle chiese di Cassaro, strumenti musicali della Banda del paese, materiale documentaristico su personaggi locali, mobili, oggetti e manufatti della civiltà contadina; è dedicato a Monsignor Luigi Bordonaro (1905-1993). Nasce grazie alle donazioni di enti ed istituzioni religiose e privati collezionisti su iniziativa dell'Amministrazione Comunale, che ne segue l'attività gestionale. Di notevole pregio sono le sale espositive che mettono in mostra paramenti e oggetti sacri provenienti dalle numerose chiese di Cassaro. Fra queste pregevoli testimonianze spicca la sala dedicata a Mons. Luigi Bordonaro, a lungo prete della città, dove è possibile osservare oggetti sacri appartenuti al sacerdote, tra cui di rilevante importanza è un messale del XVI secolo. Un'altra sala è dedicata alla storia, quasi centenaria, della “Banda musicale di Cassaro” con vecchi strumenti e partiture. Inoltre vi è la parte riguardante le tradizioni etnoantropologiche di una  civiltà contadina ancora molto viva, con le varie sale dedicate alla manifattura siciliana. Infine vi è la parte riguardante la cultura popolare, con l'esposizione di una tipica camera da letto siciliana d'altri tempi e di oggetti del lavoro contadino riguardanti la raccolta e la lavorazione delle olive, tipica della zona dove sorge il piccolo centro di Cassaro.
La matrice del nome Cassaro deriva, secondo alcuni storici, dall'arabo Kars, che significa castello o fortezza,  costruzione che si trovava infatti in un'area di grande rilevanza strategica, vicino al fiume Anapo, un tempo navigabile. Nel 1542, a causa del terremoto, il castello fu distrutto e l'area circostante fu utilizzata per la costruzione dell'antico borgo. Dopo il terremoto del 1693 furono edificati monumenti religiosi e palazzi dell'aristocrazia,  fra cui la Chiesa di sant'Antonio Abate (1760), gioiello d'arte arricchito con grandiosi affreschi del pittore Giuseppe Crestadoro e la chiesa di San Sebastiano, ricca di stucchi, eseguita nel 1791 da Giovanni Gianforma.

### Museo parrocchiale "Casa della Memoria" (Ferla)

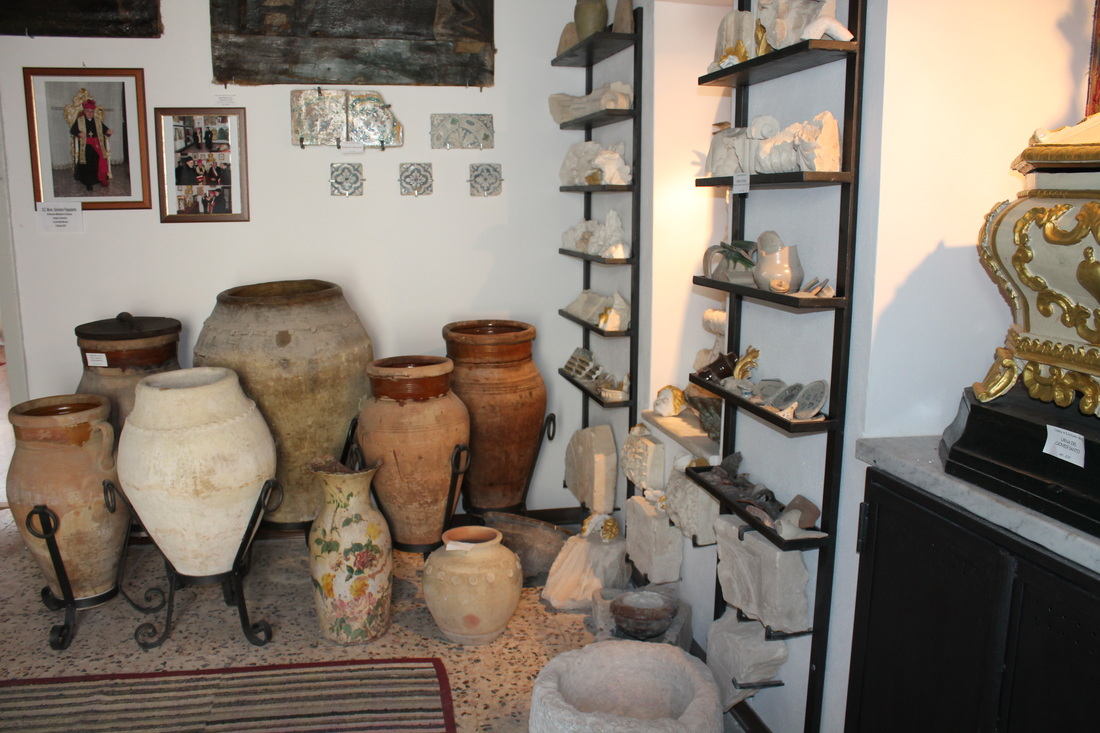
Collezione del Museo Ferla

La Casa della Memoria è un'esposizione parrocchiale permanente sorta nel 2010 su iniziativa del Parroco Don Roberto Corrado Garro che ha raccolto ed esposto una collezione di oggetti sacri provenienti dalle chiese di Ferla. L'esposizione si trova in un immobile di pregio storico, adiacente alla Chiesa di Sant'Antonio. Espone paramenti sacri, ex voto, capezzali e argenteria fra cui cibori, ostensori ed una croce del XVI secolo. Una delle sette sale espone messali e testi sacri settecenteschi, nonché una collezione di giare per la conservazione dell'olio destinato a rifornire la lampada votiva del SS. Sacramento durante tutto l'anno. La Casa della Memoria ospita anche una biblioteca con fondi librari di vario genere. La città di Ferla, l'antico Castel di Lega, è stata definita “porta di Pantalica”, in quanto è uno degli ingressi della Riserva Naturale Orientata Valle dell'Anapo – Area Archeologica di Pantalica, l'antica Ibla che fra il XII e VIII secolo a.C. fu la capitale di un piccolo regno nell'Altopiano ibleo. L'originario centro urbano, raso al suolo dal terremoto del 1693, fu ricostruito subito dopo secondo il gusto architettonico dell'epoca, il Barocco e ampliato fino ai primi del ‘900 con costruzioni ricche di decori Liberty. Al centro della piazza domina la Chiesa di San Sebastiano con facciata barocca del Di Giacomo che, al suo interno, custodisce la tela di Giuseppe Crestadoro con il martirio di San Sebastiano. Altre chiese presenti nel centro storico sono la settecentesca chiesa del Carmine con una artistica loggia campanaria “a tre luci”, la Chiesa Madre e la Chiesa di Sant'Antonio con un ampio sagrato a ciottolato.

### Museo etnografico "Nunzio Bruno" (Floridia)

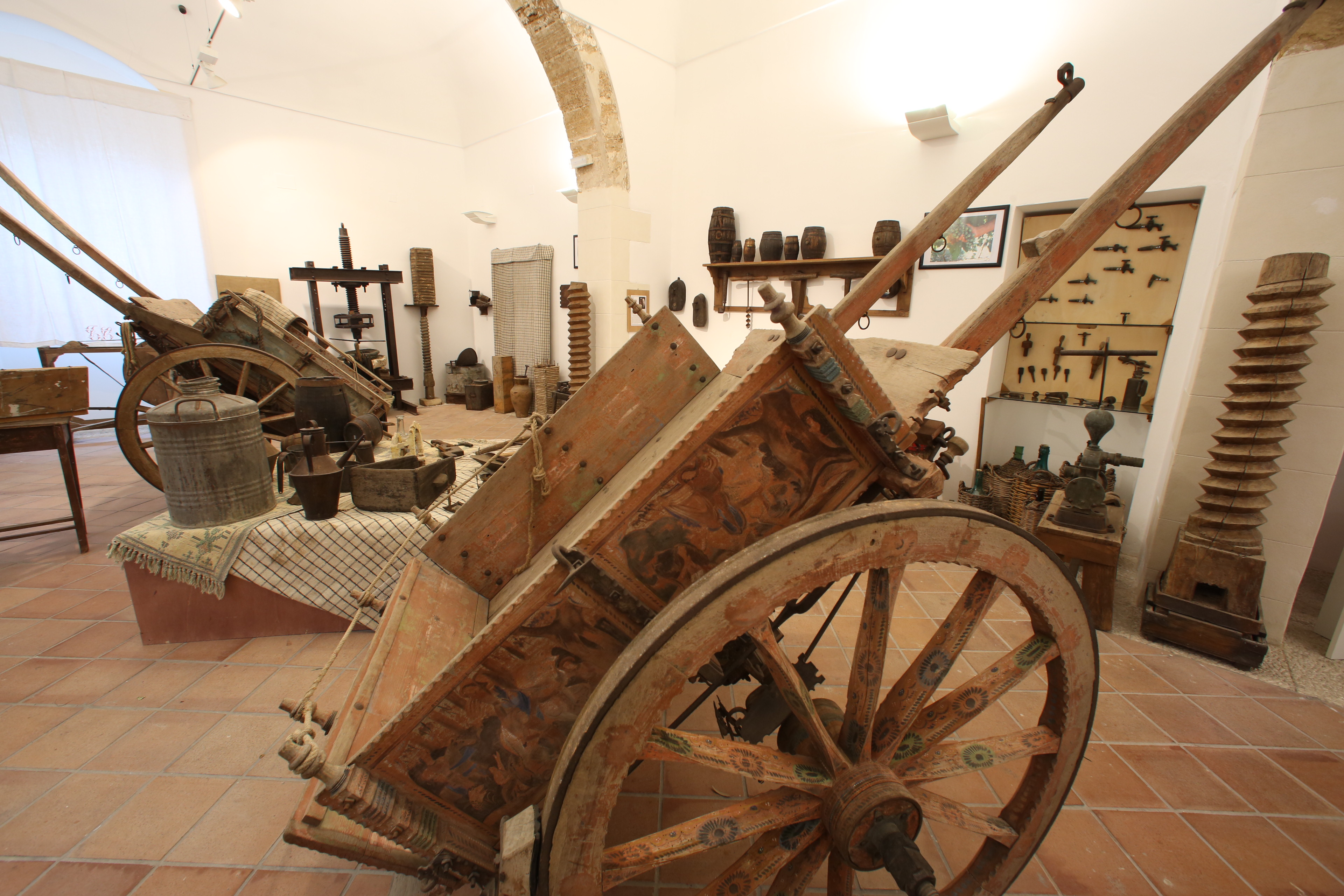
Carretto, Museo etnografico Floridia

Il Museo etnografico permanente e'stato istituito nel maggio 2001 dalla Provincia Regionale di Siracusa e dal Comune di Floridia e aperto al pubblico il 22 maggio 2004 presso la struttura di Piazza Umberto I n. 27.  La sede, immobile di pregio storico, è divisa in piano terra, composto da sei sale dedicate all'esposizione e primo piano utilizzato come piccola biblioteca, depositi e Sala polifunzionale. Gli oggetti esposti, appartenenti alla lavorazione del grano, all'allevamento e all'aggiogo del bestiame, alla pastorizia e ai cicli artigianali di: calzolaio, apicoltore, stagnino, bottaio, arrotino, sarta,ricamatrice, cestaio e tessitrici sono arricchiti da collezioni di ceramica d'uso popolare, di vecchi giocattoli, di reperti litici ed attrezzi e utensili del frantoio e del palmento. Nel Museo floridiano è la costruzione del carretto il ciclo produttivo che più d'ogni altro traccia le peculiarità della storia del patrimonio conservato. La cosiddetta bottega del carradore documenta interamente i vari passaggi: dalle forme lignee per la manifattura al pezzo più pregiato: un tornio spettacolare del 1880, ideato e usato nella bottega del “mastru fa carretta” (maestro carradore) Don Salvatore Rizza. Sono esposte singole parti del carro: portelli e laterali dipinti finemente, casse d'asse, arabeschi di ferro battuto simili a merletti fino a due notevoli carretti dipinti, uno del 1876 costruito e decorato a Rosolini, l'altro del 1998 ed un vecchio carretto di apicoltore.
La città si estende nella fertile terra alluvionale della Valle dell'Anapo. L'area è interessata dal fenomeno carsico, con grotte che presentano stalattiti e stalagmiti, come la grotta Monello e la grotta Perciata. La città, colpita dal terremoto del 1693, fu ricostruita secondo i principi architettonici delle colonie agricole, a maglie ortogonali.

### Parco dell'Anima (Noto)

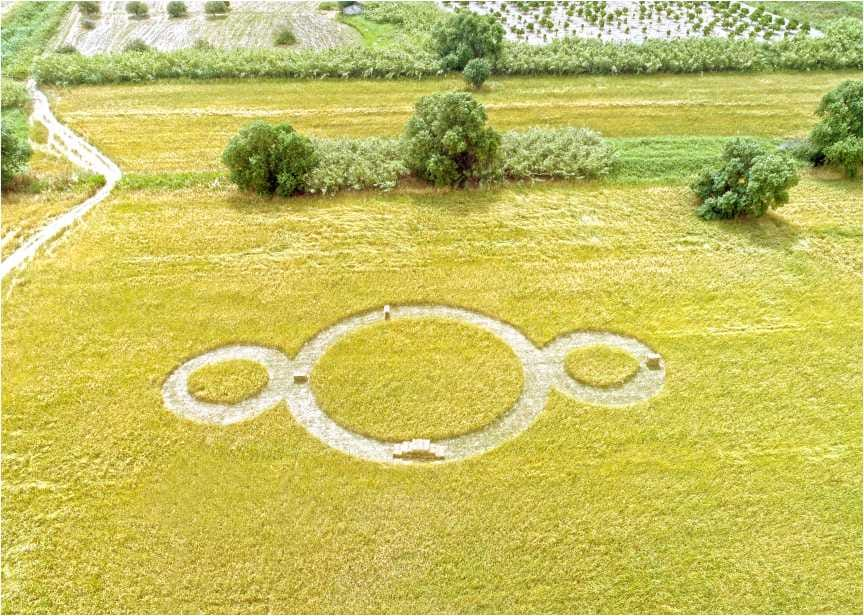
Installazione di Pistoletto, Noto

Tra arte, design, medicina e scienza, il Parco dell'Anima, situato nel territorio di Noto, nei terreni del Resort Zahir Countryhouse, è un'oasi della biodiversità, un museo all'aperto, dove le antiche sementi incrociano sperimentazione e ricerca medico-scientifica, le collezioni di antiche varietà vegetali si uniscono alle collezioni d'arte, moda e design. Il “Museo dell‘Anima” recupera il passato e la memoria per un futuro sostenibile. Nell'ambito del progetto di ricerca "M'ama Seeds", nato dall'idea dell'avvocato Alessia Montani, nasce il Parco dell'anima, un'oasi agro-culturale tra antichi agrumeti, alberi di ulivo, nei pressi della Riserva di Vendicari. Qui sono esposte creazioni d'arte contemporanee ed assistere a innovative performance artistiche di valore culturale. La prima opera permanente installata è quella di Michelangelo Pistoletto, artista contemporaneo, che ha inaugurato il "segno del suo Terzo Paradiso, Rebirth": una creazione che esprime il legame tra arte e natura, nata tra le spighe di una particolare cultivar di grano antico, il russello, con cui si faceva e si produce ancora il pane.
Nell'estate del 2020 un'altra opera ha trovato posto nel Parco, è l'Orto degli Ulivi di Domenico Pellegrino, artista ha portato in giro per il mondo le figure e i simboli della storia millenaria della Sicilia e del Mediterraneo. L'Orto degli ulivi è stato creato recuperando tronchi di ulivi morti, che l'artista ha fatto rivivere con le sue “gemme di luce”. Parco dell'Anima si trova nei pressi di Noto, capitale del barocco siciliano, che sorge su un altopiano dominante la valle dell'Asinaro, con agrumeti, mandorleti e alberi da frutto, caratterizzata da palazzi e prospetti barocchi, come Palazzo Nicolaci, nonché da chiese come la Chiesa del S.S. Salvatore di stile tardo barocco. La città nasce da un evento  tragico: il terremoto del 9-11 gennaio 1693, che in questa parte di Sicilia portò distruzione e morte, ma diede anche un forte impulso alla ricostruzione e alla rinascita. Prima di allora, la città sorgeva a 10 km di distanza sul Monte Alveria ed era di origini assai antiche, Noto diede i natali a Ducezio, che nel V sec. a.C. fece tremare i Greci per aver fatto insorgere contro di loro i Siculi.

### Laboratorio etnologico "San Paolo" (Solarino)

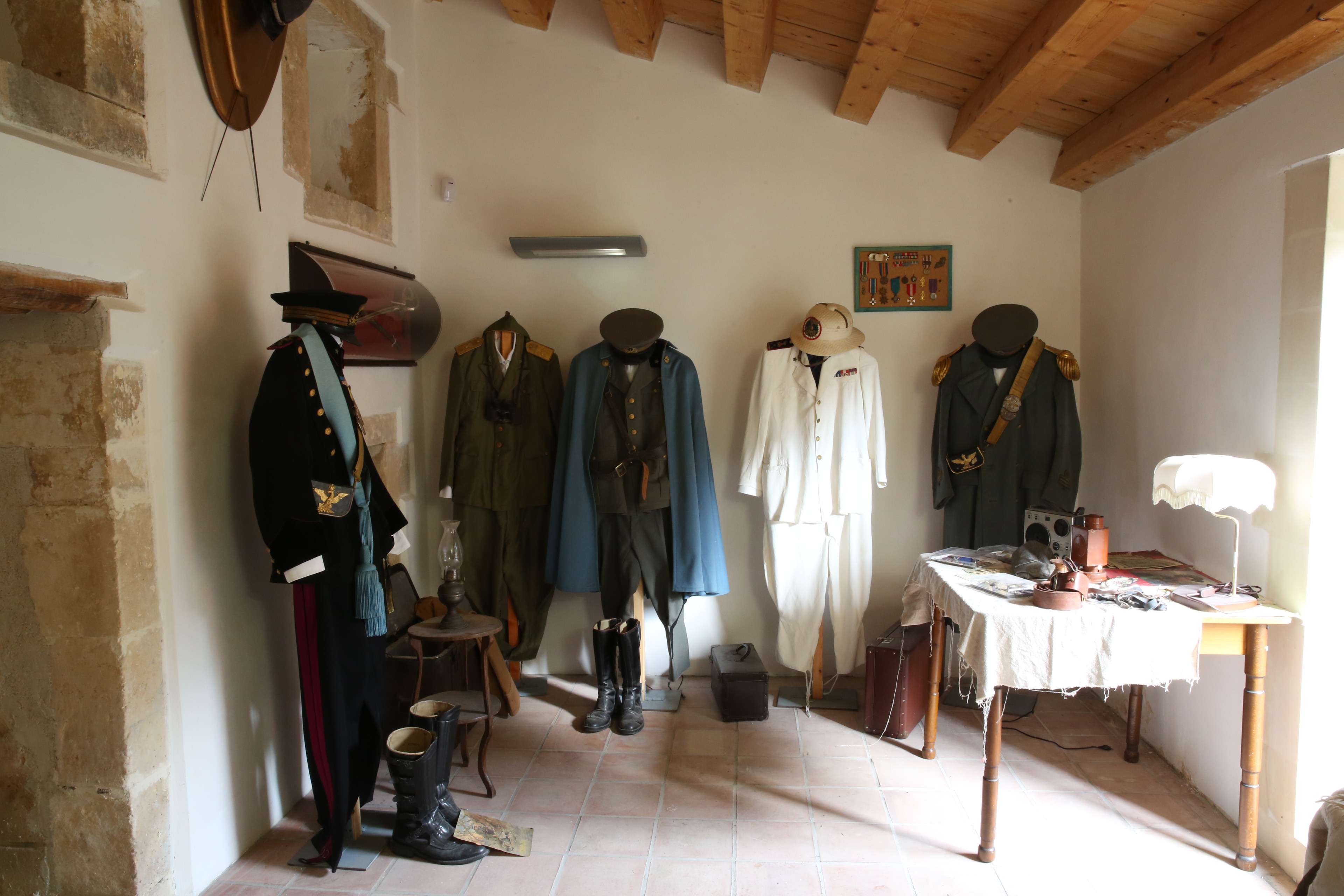
Collezione del Museo etnologico di Solarino

Situato all'interno di un antico frantoio, nasce come spazio rappresentativo della cultura iblea, caratterizzato da più aree tematiche:  la cucina iblea e i suoi attrezzi, la stanza da letto e l'angolo del ricamo. Di interesse storico è una sezione espositiva con divise, abiti ed oggetti risalenti alla Seconda Guerra Mondiale, a memoria di un sanguinoso scontro, combattutosi nel 1943 nella provincia di Siracusa e passato alla storia come Battaglia di Solarino. Il Museo si trova nella cittadina, un tempo feudo baronale che, secondo la tradizione, ha visto la predicazione di San Paolo durante la sosta di tre giorni che quest'ultimo fece a Siracusa nella primavera dell'anno 61 d.C. Infatti i principali siti di interesse sono i cosiddetti “luoghi paolini”, cioè il Pozzo e la Grotta di San Paolo e i resti della chiesa che si trovano nella località di Cozzo Collura, con resti archeologici di età romana, e la Chiesa Madre del paese dedicata proprio all'Apostolo. Il borgo, fondato nel 1827, presentava un volto rurale con abitazioni di tipo rustico con porta e finestra incorniciate in pietra calcarea arricchitesi col tempo con elementi “tardo liberty”. Edificio più rappresentativo è il palazzo Requiesens.

### Antiquarium del Medioevo sortinese (Sortino)

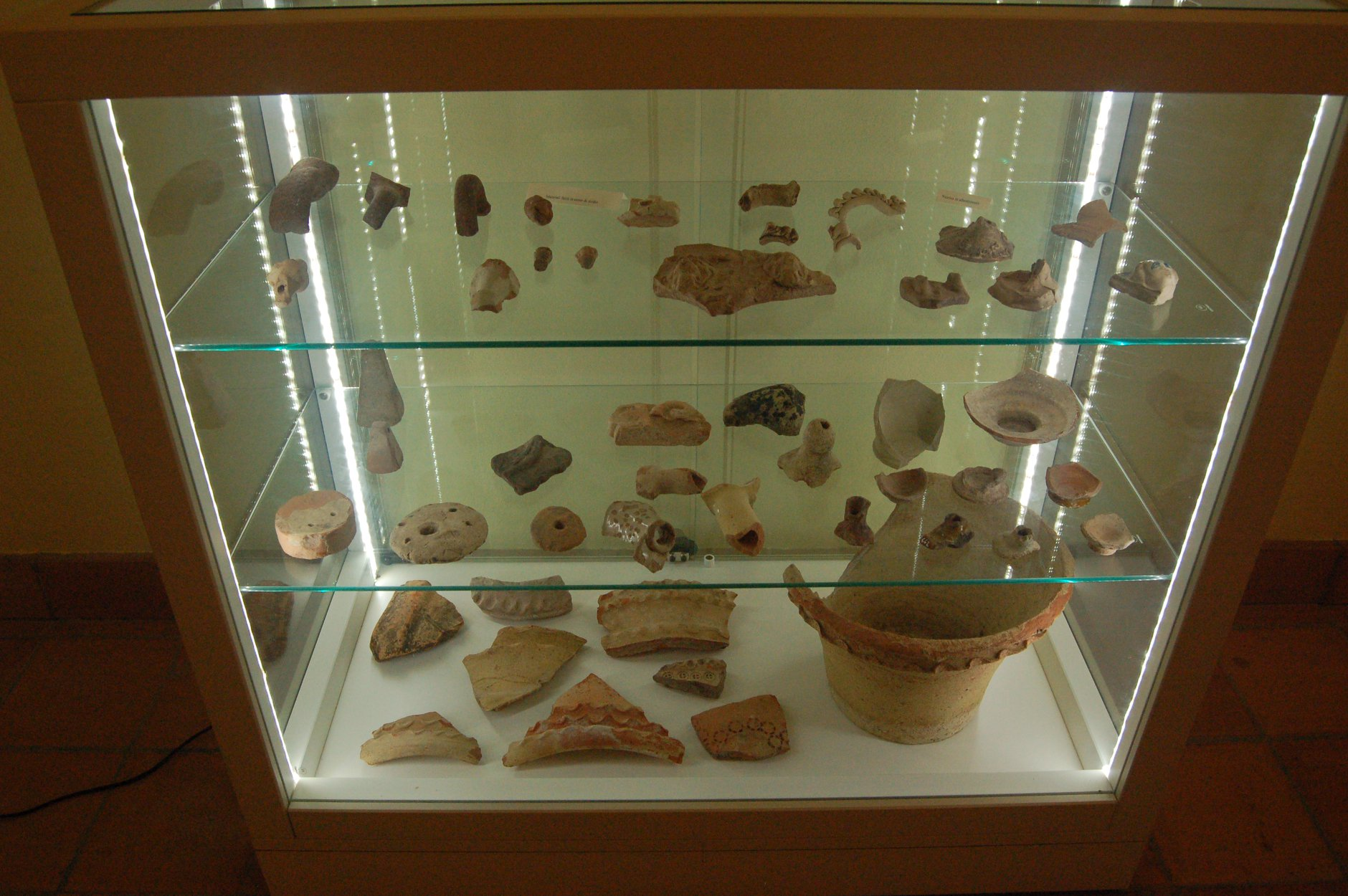
Ceramica di Sortino Diruta - Antiquarium del Medioevo sortinese

Il Museo è ubicato, dall'agosto del 2016, nei locali dell'ex Convento del Carmine. La struttura ospita al suo interno un percorso cronologico che va dalla preistorica Pantalica sino alla preindustrializzazione, con ricostruzioni plastiche dell'abitato antico e di reperti archeologici medievali delle abitazioni rupestri, presso l'antico abitato di Sortino. L'edificio, composto da un piano rialzato e dal primo piano, dove vi erano circa venti celle per i religiosi, si estende per tutta la via chiamata ancora Carmine.
In esecuzione alla legge di soppressione dei corpi religiosi del 1866, tutti i locali del convento sortinese, al primo piano, furono adibiti per gli uffici della Pretura mandamentale, il resto per l'ospedale San Lorenzo (sino al 1935). Oggi l'edificio presenta diversi percorsi espositivi dedicati agli antichi mestieri, alle usanze, ai costumi e alle credenze del popolo ibleo. Inoltre espone reperti che raccontano millenni di storia, di pietre antiche e di ricostruzioni di abitazioni sicule, tipologie abitative dei popoli indigeni siciliani che riportano ad una dimensione pregreca. Una delle testimonianze archeologiche più importanti è il sito, oggi riconosciuto Patrimonio dell'Umanità, di Pantalica, l'antica città del re siculo Hyblon.
Gli oggetti sono legati a riti neopagani, tradizioni e devozioni popolari che, sin dalla tarda età del bronzo, hanno plasmato gli aspetti più importanti della cultura iblea. Ceramiche e bassorilievi rendono testimonianza di un altro spaccato storico di epoca medioevale, dimensione che appare dinanzi ai nostri occhi: una città che rivela una stratificazione storia e artistica: dalle tombe paleocristiane ai luoghi di culto dei primi cristiani. Il percorso museale continua con la visione di oggetti provenienti da chiesette rupestri e fattorie fortificate del territorio sortinese, arroccato sui Monti Iblei, tra la Valle dell'Anapo e l'antico luogo del re leggendario Hyblon e si affaccia sulla Necropoli di Pantalica. Sortino, costruito con uno schema urbanistico a reticolato, ha due direttrici perpendicolari una all'altra che formano una piazza ortogonale: i Quattro Canti. La via principale presenta numerosi edifici storici, chiese e palazzi con il Convento dei Padri Carmelitani di Santa Teresa, la Chiesa di Santa Sofia e il palazzo Valguarnera di epoca tardobarocca.

### Museo dell'Apicoltura "A casa ro fascitraru" (Sortino)

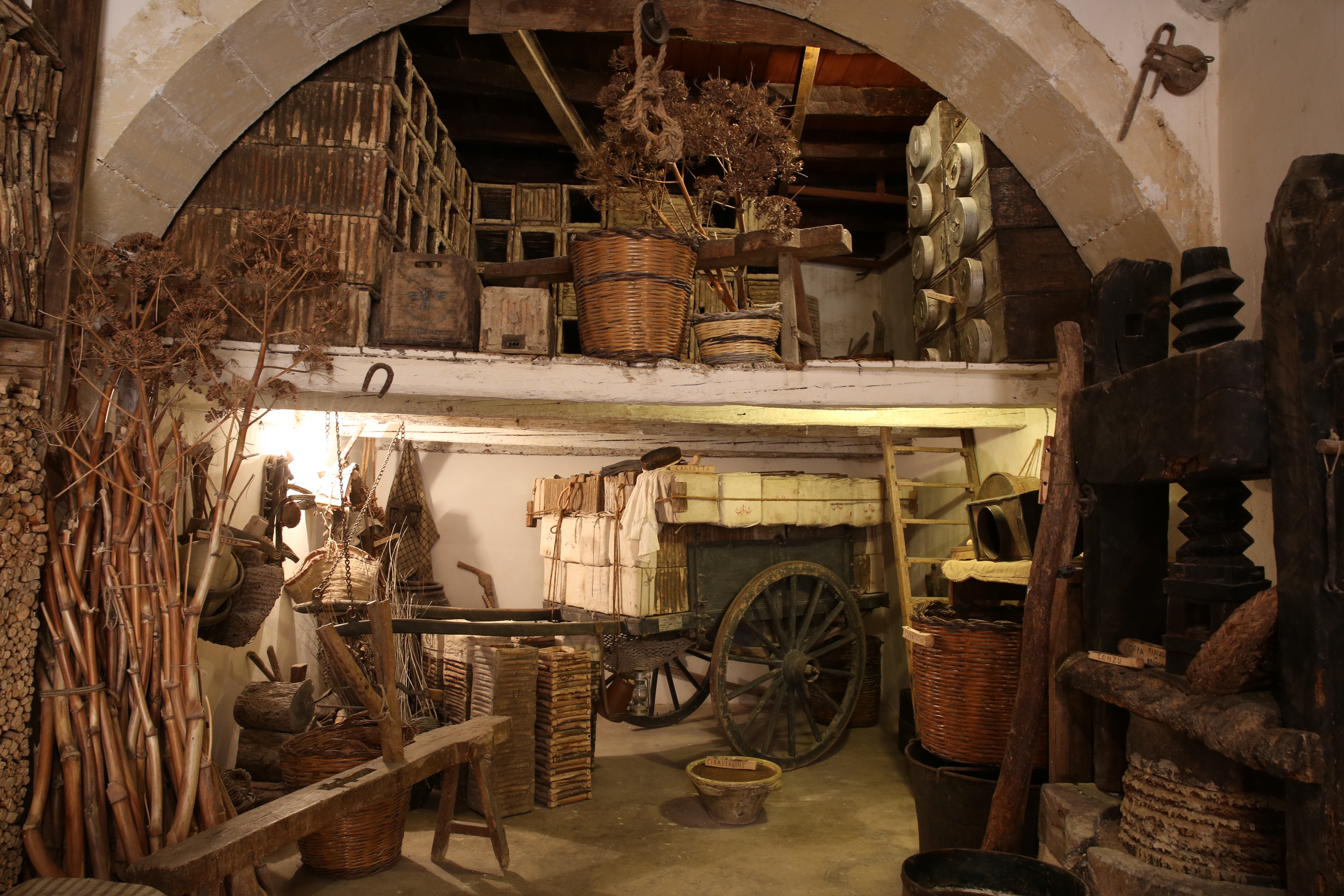
Museo dell'Apicoltura, Sortino

La "Casa Museo dell'apicoltura tradizionale", ha sede in via Gioberti n. 5 nel cuore del centro storico ed è aperta in esposizione permanente dal 3 ottobre 2003 in occasione della XXIII Sagra del Miele. Il Museo dell'apicoltura tradizionale, A casa do fascitraru, offre al turista la possibilità di rivivere la storia di un antico mestiere visitando  un ambiente naturale ed affascinante che consente un tuffo nel passato, nella memoria che diventa mito. Lungo il percorso museale la Casa mostra come i mastri fascitrari costruivano le arnie con la ferula, caratteristico legno poroso e leggero, sui banchi di lavoro, come veniva effettuata la smielatura dei favi, col cestone e il torchio. Oltre le panciute giare del miele, trovano posto nella Casa anche il tipico carretto ('a carretta), per le notturne e defatiganti transumanze, il focolare, acceso per lavare la cera in acqua bollente, i tanti arnesi da lavoro, i depositi di rocchetti, le lunghe verghe di mandorlo selvatico, di olivastro, di mirto e di bagolaro. Dopo questo interessante viaggio nel mondo della produzione del miele, non si può lasciare Sortino senza assaggiare u spiritu de fascitrari un derivato dalla lavorazione del miele che i sortinesi chiamavano sana malati.

### Museo dell'Opera dei Pupi (Sortino)

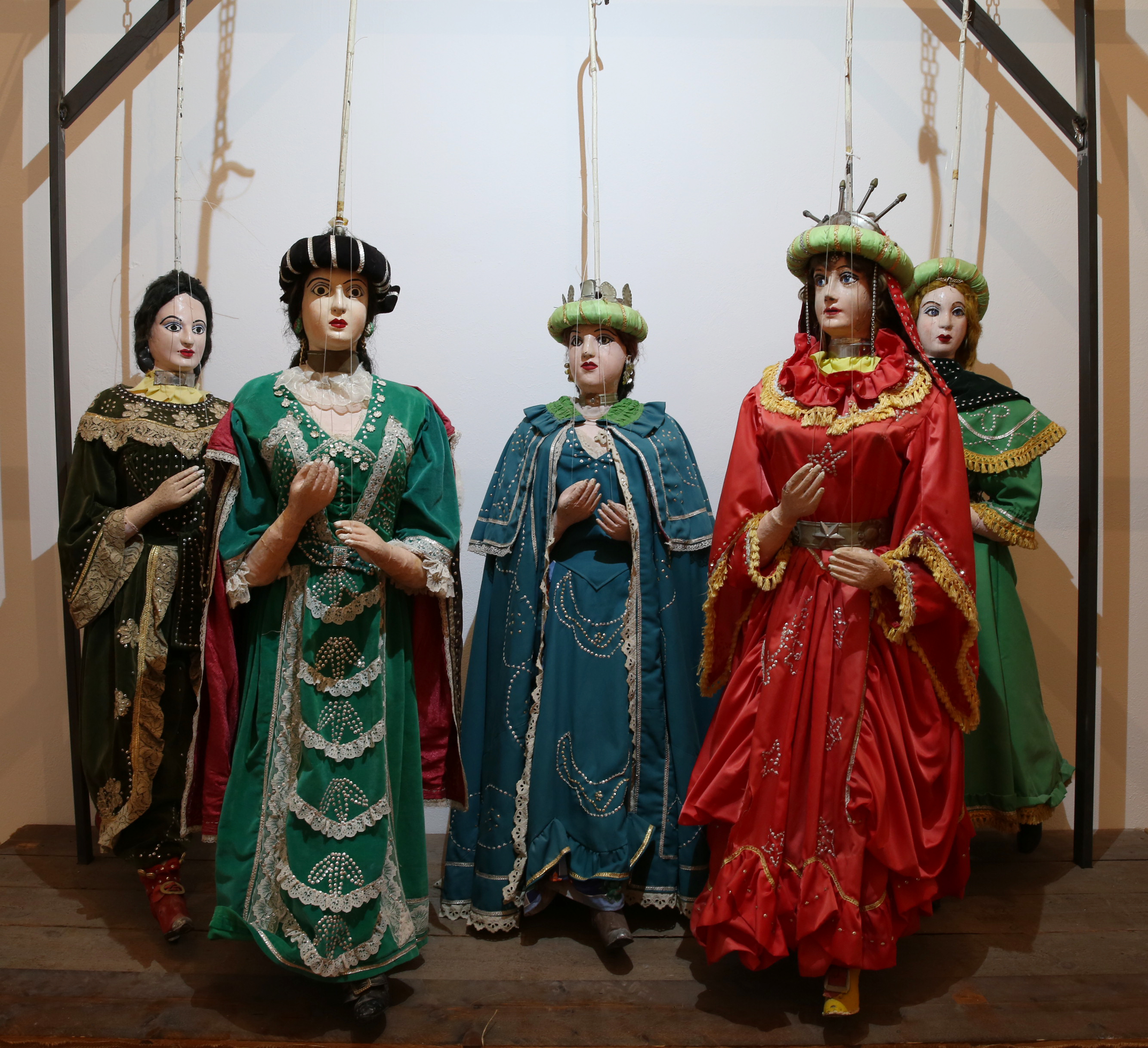
Opera dei Pupi, Sortino

Il Museo custodisce i pupi della collezione di don Ignazio Puglisi, ultimo “re dei pupari”, il percorso espositivo è ordinato per aree tematiche ed espone marionette, “pupi a filo” e “pupi ad asta”, sito in via Resistenza presso i locali di pregio storico. Pupari da cinque generazioni i Puglisi di Sortino rappresentano un esempio tipico di "famiglia" di opranti che ha visto nascere, svilupparsi, tramontare e rinascere questa forma di spettacolo popolare. Il più famoso fu Don Ignazio denominato "il pastaro", che amava tantissimo il suo Teatro Marionette. Il museo dedicato a Don Ignazio non contiene semplicemente pezzi da museo ma racconta la storia di una arte teatrale ormai quasi estintasi ai giorni d'oggi, che ha allietato la difficile vita dei siciliani dell'epoca, allora infatti il teatro dei pupi sostituiva di fatto la televisione, il cinema, o le piattaforme streaming. Il museo di Sortino oltre all'esposizione dei pupi, è unico nel suo genere poiché presenta al proprio interno un laboratorio di costruzione dei pupi siciliani ancora oggi utilizzato durante i vari laboratori didattici, che arricchisce e concretizza la vera mission del bene culturale esposto, cioè quella educativa e didattica e può essere visitato insieme al museo.

### Il Teatrino dei Pupi di Don Ignazio e la Compagnia “Opera dei pupi Famiglia Puglisi”
Al Museo si aggiunge, in un plesso separato ma adiacente, il Teatrino dei pupi siciliani, anch'esso in funzione, che ospita annualmente le rassegne teatrali della Compagnia Puglisi di Sortino e permette di assistere dal vivo al teatro dei pupi siciliani, la cosiddetta “'Opra re pupi”, come in passato.
La Compagnia dedicata alla Famiglia Puglisi è oggi guidata dal nipote di Don Ignazio Puglisi, Ignazio Manlio, che con i suoi spettacoli ripropone l'antica gloria del teatro dei pupi utilizzando fedelissime copie di pupi simili a quelli originali, alti fino a circa mt 1,30 e pesanti, anche oltre i 30 Kg.  I moderni pupari si esibiscono seguendo le sceneggiature tratte da antichi manoscritti della Famiglia Puglisi e da nuove elaborazioni, liberamente tratte dai poemi dell'Ariosto, del Boiardo, del Pulci o storie ispirate alla Bibbia e storie di Santi.

### Museo del carretto siciliano "Rio" (Sortino)

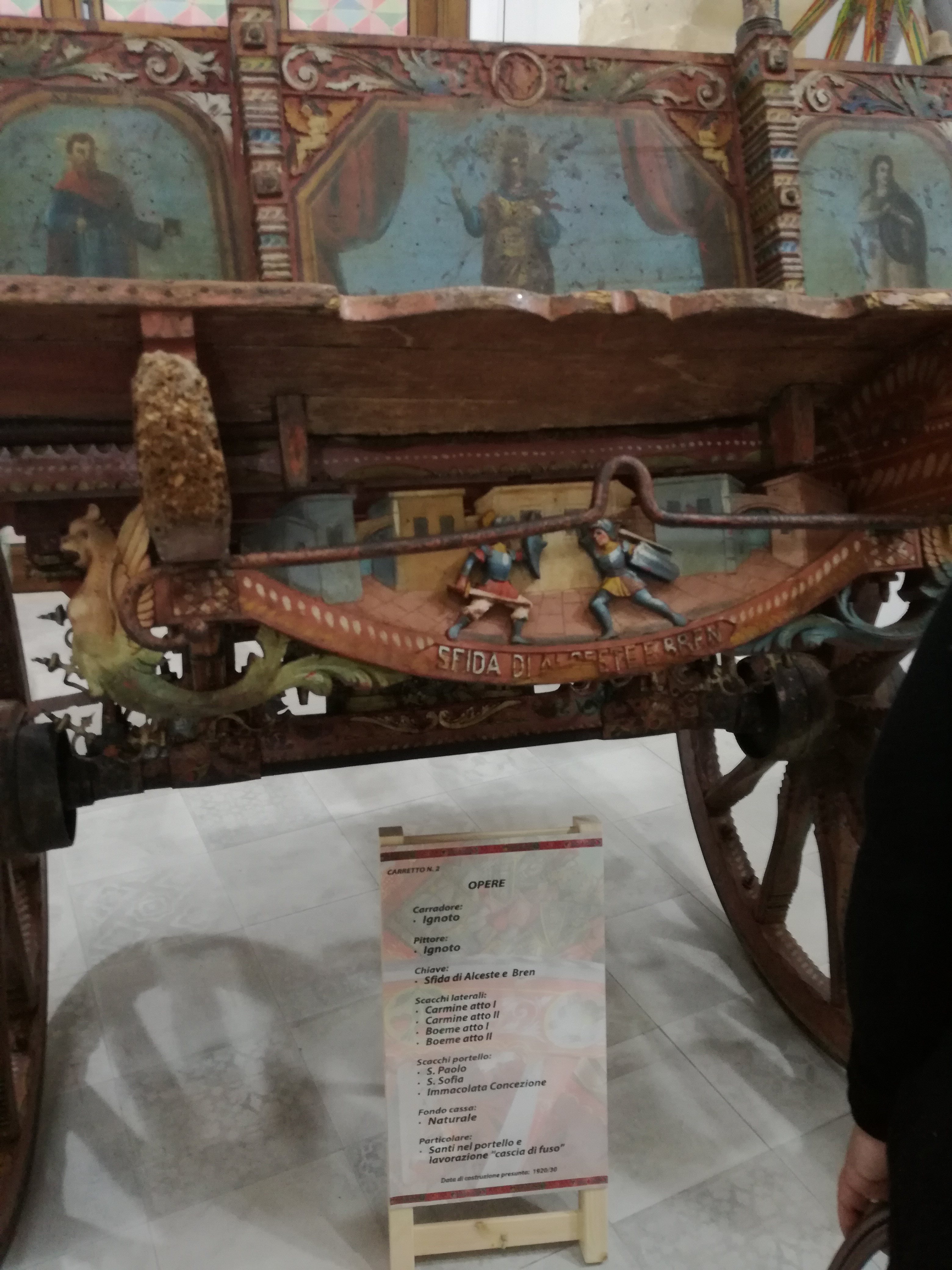
Museo del Carretto, Sortino

L'Esposizione permanente del Carretto Siciliano “RIO” nasce a Sortino dalla passione della famiglia Rio per la propria terra e tutte le sue espressioni culturali ed artistiche ma in particolar modo per il carretto, mezzo a due ruote a trazione animale. La collezione conta 24 carretti di cui alcuni esemplari appartengono alla scuola catanese e due del sortinese Lorenzo Sardo, l'ultimo carradore (carritteri) di Sortino.
Il Museo si trova nel cuore di uno dei quartieri peculiari di Sortino, vicino alla Chiesa del Monastero di Montevergine e del seicentesco Convento dei Cappuccini. È composto da tre grandi sale, la sala d'ingresso con la parete decorata da una grande stampa della Necropoli di Pantalica, qui il carretto da lavoro, pitturato solo con una mano di colore giallo e qualche segno di riconoscimento di colore blu. Nella sala grande vi sono esposti altri sei carretti che rappresentano le varie fasi evolutive della tecnica costruttiva e artistica del carretto: dall'assemblaggio delle parti in legno, alla pittura, all'intarsio, ai fregi in ferro. Nelle pareti della sala, sono esposti i purteddri  (sponde posteriori) e le Chiavi appartenenti ai carretti. Di pregio è un carretto antichissimo con colori originali, con le raffigurazioni nei quadri del portello e delle sponde laterali tratte dell'opera lirica “Boheme” e della “Carmen”. Di particolare interesse risultano due masciddari (sponde laterali) con dipinti che raffigurano quattro momenti della passione di Gesù.

### Esposizione Permanente "La Faience" (Sortino)

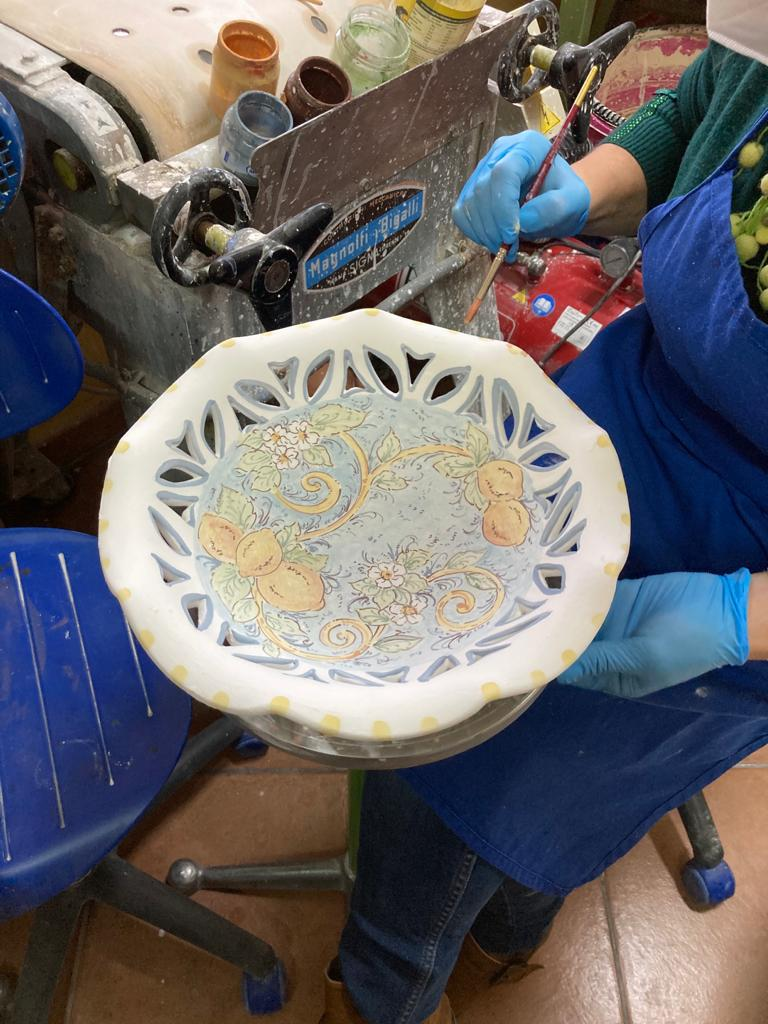
Ceramica, La Faiance, Sortino

L'Esposizione permanente "La Faience", dal termine francese “maiolica”, è sita a Sortino nei locali di via Padre G. Cianci n.20 ed è sorta nel 2004 al fine di valorizzare i prodotti ceramici che attingono alle radici delle nostre tradizioni, con particolare riferimento alla maiolica presente sul territorio Ibleo. L'esposizione è suddivisa in due sezioni: ceramica antica e ceramica moderna, nelle sezioni si possono ammirare manufatti antichi databili fine XVIII che mettono in comparazione le tecniche utilizzate e riscontrare delle tematiche che prendono spunto dai colori e dalle forme attinte dalla stratificazione culturale e dalle origini storiche sicule le cui testimonianze sono riscontrabili nei vasi ritrovati sia nella vicina Necropoli di Pantalica e che fanno riferimento agli stilemi ed ai tratti decorativi tipici dell'arte povera, che nel sito della Sortino medievale. È presente inoltre il laboratorio per la produzione dei manufatti.

## Scuola degli Antichi Mestieri - SAM

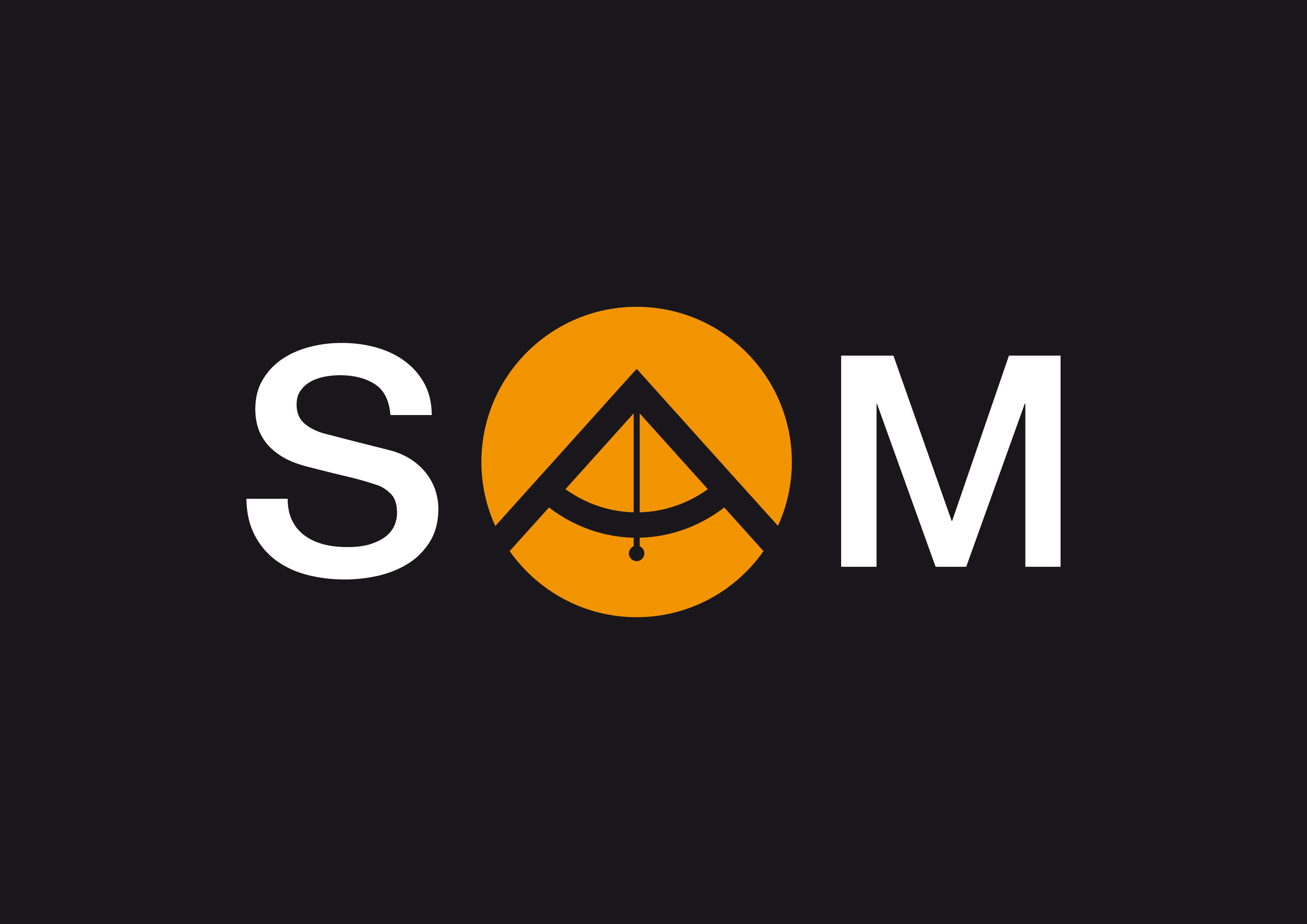
Scuola Antichi Mestieri, Canicattini Bagni

La scuola, nata a Canicattini Bagni, e gestita in collaborazione con il Sistema Rete Museale Iblei, ha lo scopo di rilanciare i mestieri del nostro passato poiché l'artigianato è stato da sempre un settore che ha permesso il sostentamento di molte famiglie e retto l'economia nazionale. In particolar modo la Sicilia sudorientale ha affiancato a quello agricolo, un'importante porzione del settore artigianale e manifatturiero durato fino alla metà del XXI secolo, quando l'arrivo del polo petrolchimico ha iniziato a contaminare la zona ionica nel sud dell'Isola, innescando un processo di impoverimento della sapienza artigiana che, col passare degli anni, ha coinvolto un numero sempre maggiore della popolazione. Nella scuola vengono svolti i corsi di apicoltura, fitopreparazione, costruzione di pupi siciliani, sartoria, lavorazione della pietra, tintura e tessitura dei filati, panificazione e cucina iblea, attività che rispecchiano la cultura endogena del territorio ibleo. In particolare la produzione del miele ha interessato fin dall'antichità gli antichi centri iblei che si affacciano sui Monti Climiti e quelli che sorgono sulla cuspide sud orientale della Sicilia, così come l'Opera dei Pupi che nasce in Sicilia nella prima metà del XIX secolo e prospera con la nascita delle scuole di Palermo, Catania e Siracusa. Anche la tintura al naturale delle fibre e la tessitura sono pratiche che risalgono a tempi remoti e in Sicilia se ne ha notizia fin dal Medioevo come la produzione cerealicola e la panificazione.